# نموذج غوانغدونغ

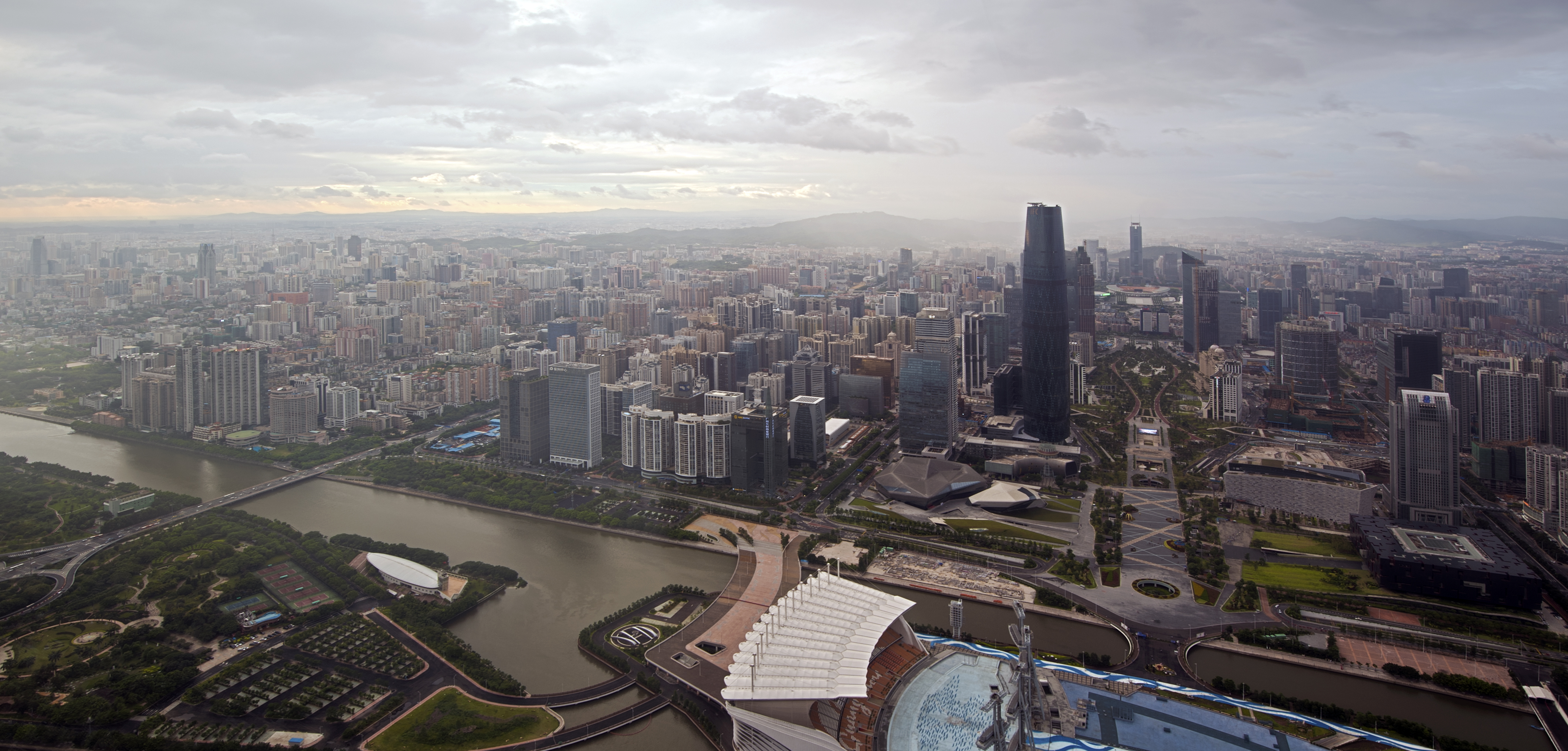
منظر أفقي لغوانزو عاصمة غوانغدونغ

نموذج غوانغدونغ يشير إلى سلسلة من السياسات الاجتماعية والسياسية والاقتصادية التي تم تبنيها في مقاطعة غوانغدونغ جنوب الصين. ترتبط بشكل عام بسكرتير الحزب الشيوعي في غوانغدونغ وعضو المكتب السياسي وانغ يانغ. يتميز نموذج غوانغدونغ بأنه ليبرالي نسبيًا في سياساته الاقتصادية والاجتماعية، وغالبًا ما يتناقض مع نموذج تشونغتشينغ التي تؤكد على دور الدولة.

## الوصف

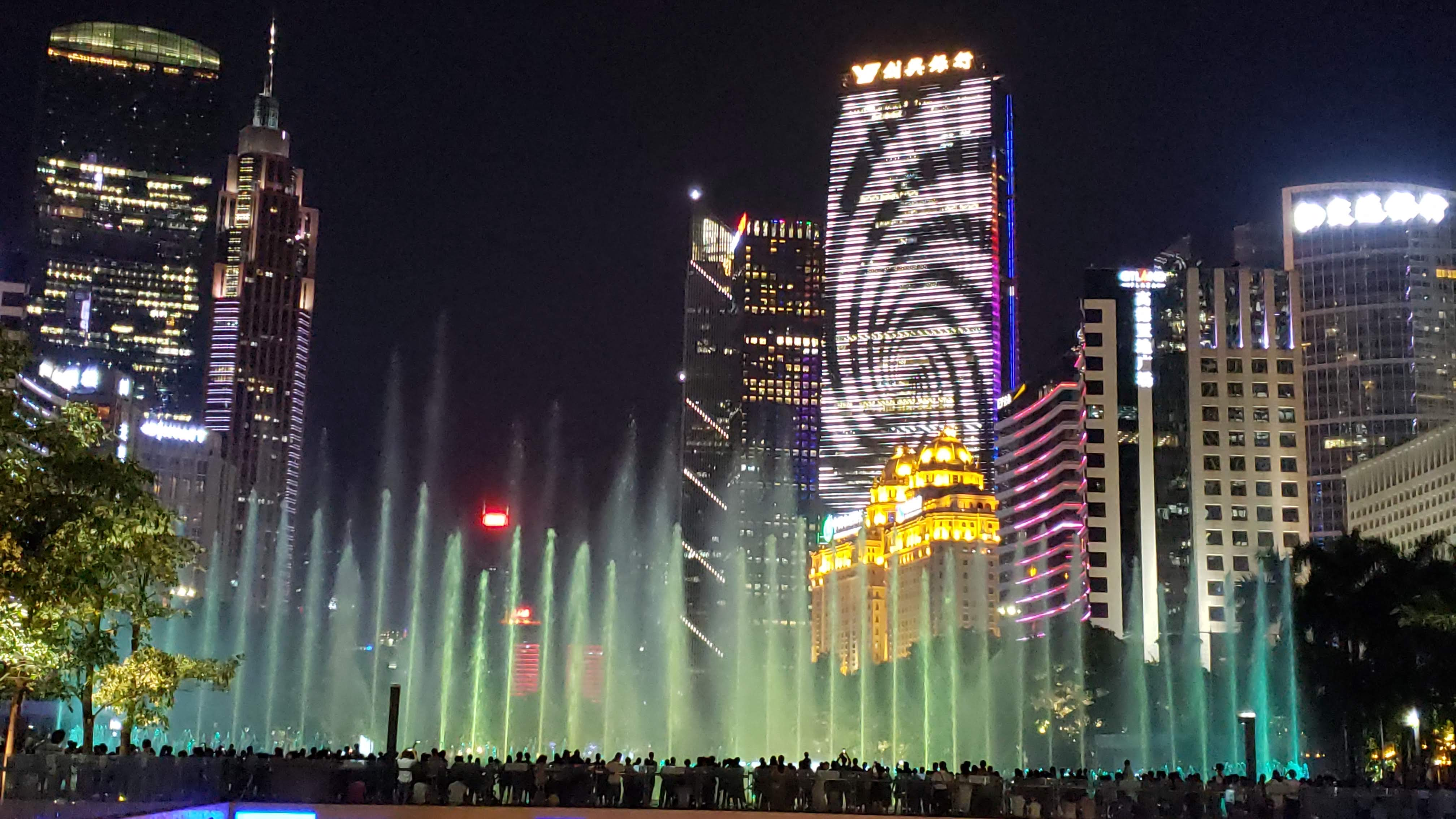
منظر أفقي

من بين السمات المركزية لنموذج غوانغدونغ في الدور الأكبر هو السماح للمجتمع المدني بالمشاركة، بما في ذلك المنظمات غير الحكومية والنقابات العمالية. تعتبر النقابات العمالية بشكل عام تابعة للسلطات الصينية ويديرها كوادر الحزب الشيوعي. خلال فترة ولايته حث وانغ يانغ النقابات على الدفاع بنشاط أكبر عن حقوق العمال والانخراط في المفاوضة الجماعية. تم عرض هذا النهج خلال سلسلة من الإضرابات في دلتا نهر اللؤلؤ في عام 2010. السلطات الصينية كثيرا ما تنظر إلى الاحتجاجات والإضرابات على أنها تهديد للاستقرار السياسي يجب قمعه. على النقيض من ذلك أعرب وانغ عن تعاطفه مع المحتجين، وتمت تسوية الإضرابات بزيادات كبيرة في رواتب العمال. بموجب نموذج غوانغدونغ تواجه المنظمات غير الحكومية قيودًا أقل صرامة من أي مكان آخر في البلاد، مع السماح لفئات عديدة من المنظمات غير الحكومية بالتسجيل دون رعاية من وكالة حكومية. كما ضغط وانغ من أجل مزيد من الشفافية في الإنفاق الحكومي، وتعزيز سيادة القانون.
في حين أن نموذج تشونغتشينغ الذي ابتكره منافس وانغ السياسي بو شيلاي أكد على التوزيع العادل للثروة، شدد وانغ يانغ على النمو الاقتصادي العام. سعى وانغ لتحقيق ذلك من خلال تشجيع الشركات الخاصة والشركات الصغيرة والمتوسطة، وكذلك من خلال تنفيذ الإصلاحات الاقتصادية التي نقلت المقاطعة إلى أعلى «سلسلة قيمة التكنولوجيا».

## الاستقبال
على الرغم من الترويج لنموذج قوانغدونغ بشدة من قبل المؤيدين، إلا أن وانج يانغ نفسه متردد في استخدام المصطلح. علاوة على ذلك فإن العديد من السياسات والأساليب التي يتألف منها النموذج ليست فريدة من نوعها في فترة وانغ، تعد مقاطعة قوانغدونغ تاريخيًا من بين المقاطعات الأكثر انفتاحًا اقتصاديًا في الصين، وكانت موقعًا لبعض المناطق الاقتصادية الخاصة الأولى في الصين. كما أشار شياو بن أستاذ الشؤون العامة بجامعة صن يات صن، إن نموذج قوانغدونغ يتطور منذ بدء الإصلاحات الاقتصادية في الصين في أواخر السبعينيات والثمانينيات.